# Chi Diệp hạ châu
Chi Diệp hạ châu (danh pháp: Phyllanthus) là chi lớn nhất trong họ Diệp hạ châu. Ước tính chi này có tới 750 loài đến 1200 loài.

## Một số loài
- Phyllanthus abnormis Baill.
- Phyllanthus acidus (L.) Skeels
- Phyllanthus acuminatus Vahl
- Phyllanthus amarus Schumacher
- Phyllanthus angustifolius (Sw.) Sw.
- Phyllanthus arbuscula (Sw.) J.F.Gmel.
- Phyllanthus atropurpureus Bojer
- Phyllanthus brasiliensis (Aubl.) Poir.
- Phyllanthus caesiifolius Petra Hoffm. & Cheek
- Phyllanthus caroliniensis Walt.
- Phyllanthus cochinchinensis (Lour.) Spreng.
- Phyllanthus cuneifolius (Britt.) Croizat
- Phyllanthus debilis Klein ex Willd.
- Phyllanthus emblica L.
- Phyllanthus engleri Pax
- Phyllanthus epiphyllanthus L.
- Phyllanthus ericoides Torr.
- Phyllanthus fluitans
- Phyllanthus fraternus G.L.Webster
- Phyllanthus gentryi Webster
- Phyllanthus grandifolius L.
- Phyllanthus haughtii Croizat
- Phyllanthus juglandifolius Willd.
- Phyllanthus lacunarius F.Muell.
- Phyllanthus liebmannianus Muell.-Arg.
- Phyllanthus maderaspatensis L.
- Phyllanthus microcladus Muell.-Arg.
- Phyllanthus mirabilis Müll.Arg.
- Phyllanthus muellerianus (Kuntze) Exell
- Phyllanthus niruri L. (còn gọi là P. amarus và P. debilis)
- Phyllanthus parvifolius Buch.-Ham. ex D.Don
- Phyllanthus piscatorum Kunth
- Phyllanthus pentaphyllus C. Wright ex Griseb.
- Phyllanthus polygonoides Nutt. ex Spreng.
- Phyllanthus profusus N.E.Br.
- Phyllanthus pseudocanami Müll.Arg.
- Phyllanthus pudens L.C. Wheeler
- Phyllanthus pulcher Wallich ex Muell.-Arg.
- Phyllanthus reticulatus Poir.
- Phyllanthus saffordii Merr.
- Phyllanthus salviifolius Kunth
- Phyllanthus sepialis Müll.Arg.[4]
- Phyllanthus stipulatus (Raf.) G.L. Webster
- Phyllanthus tenellus Roxb.
- Phyllanthus urinaria L.
- Phyllanthus virgatus G.Forst.
- Phyllanthus watsonii A. Shaw

## Thư viện ảnh

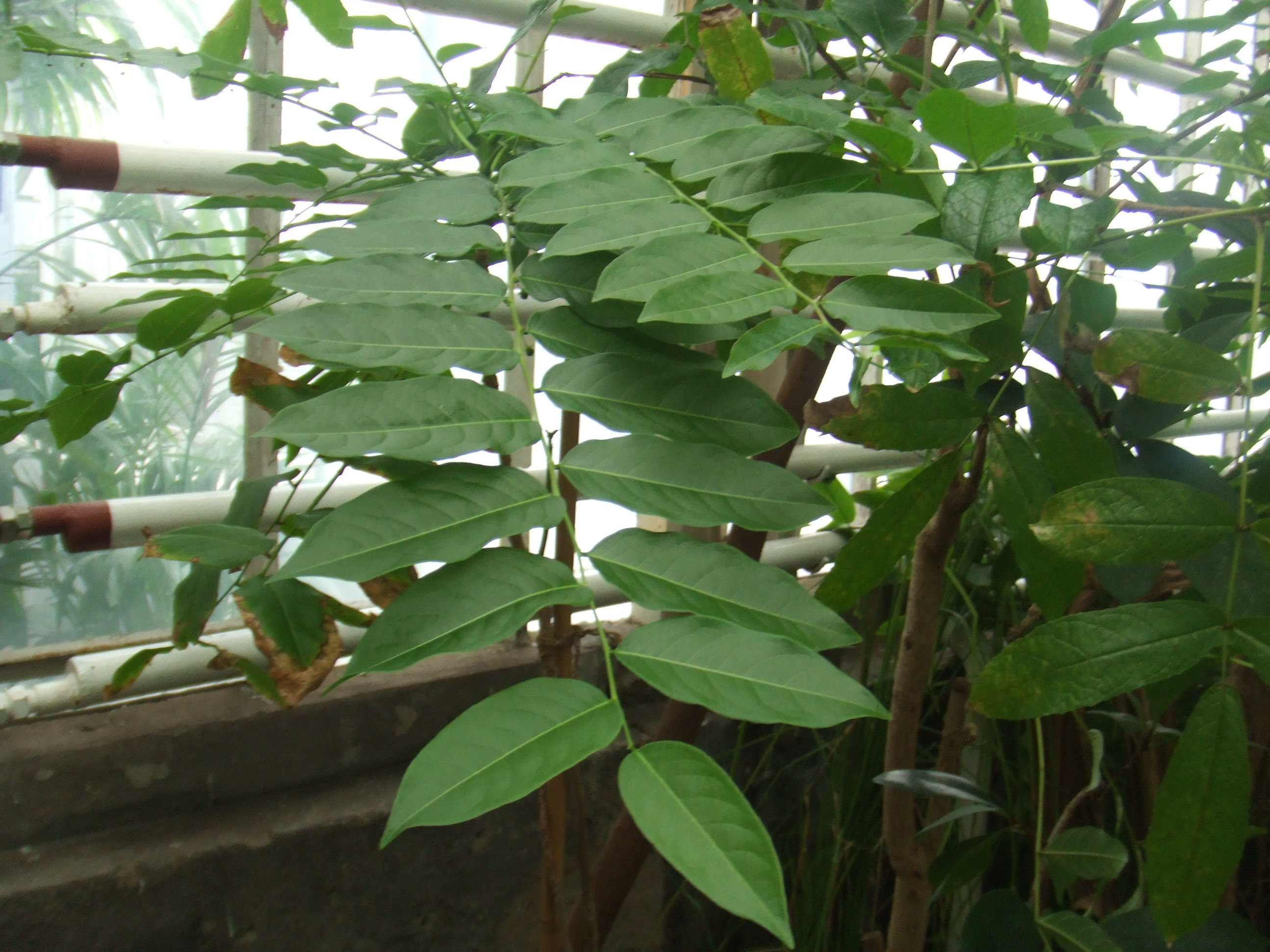
Phyllanthus acidus
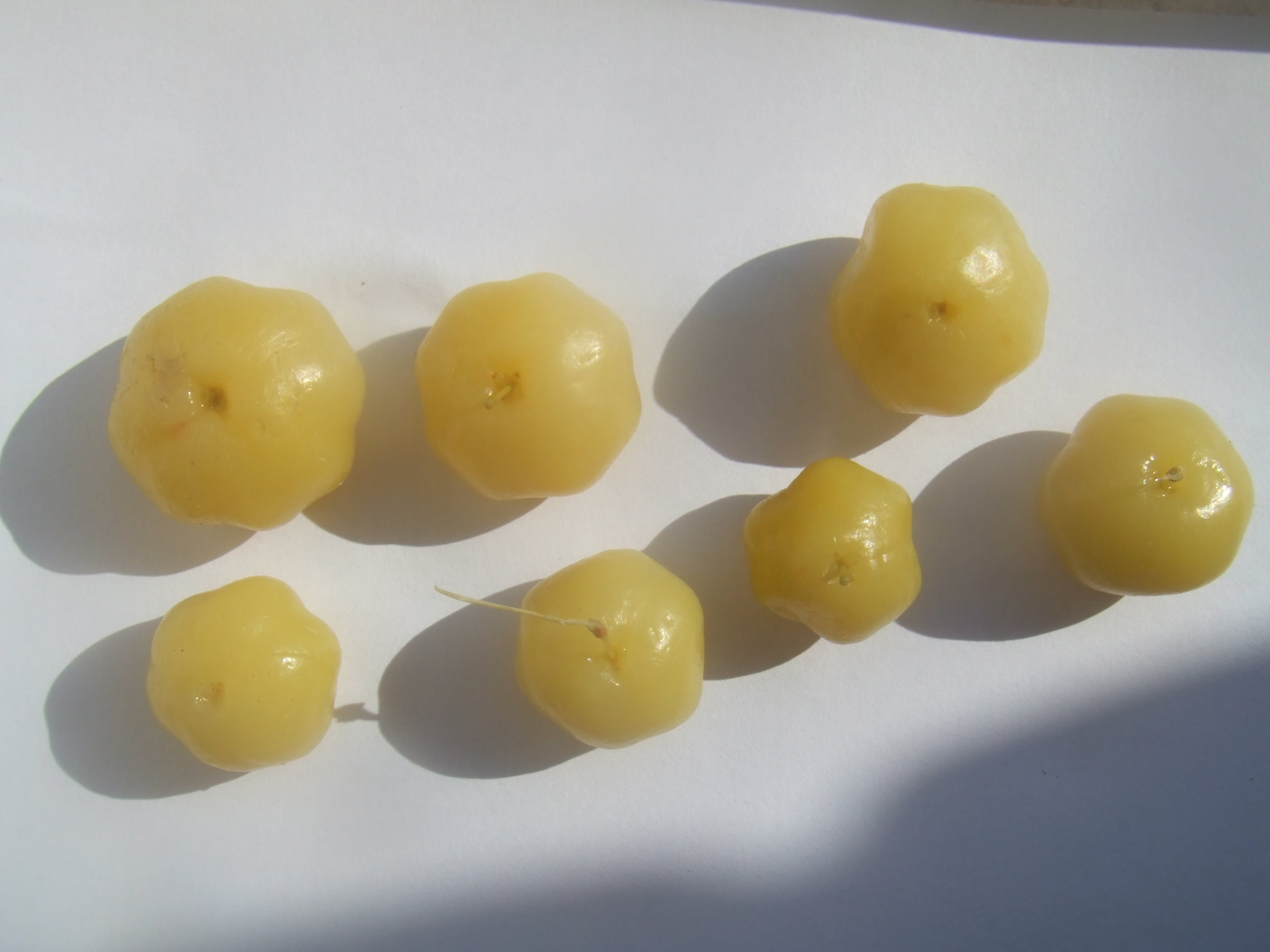
Quả chùm ruột
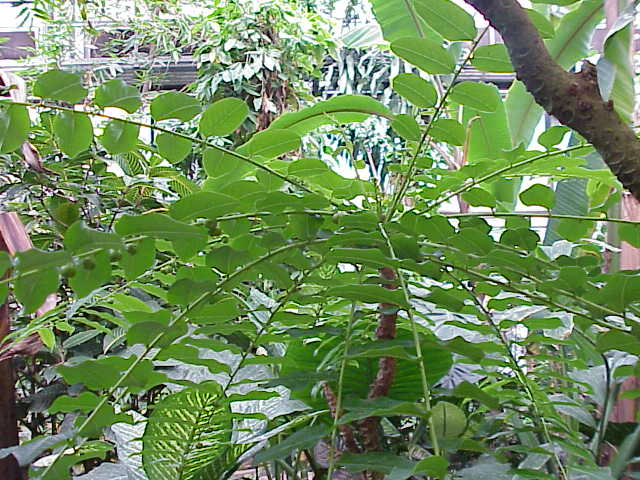
Phyllanthus juglandifolius
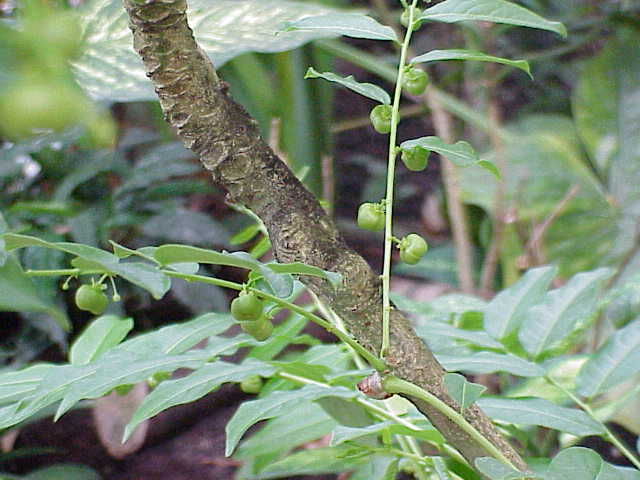
Phyllanthus juglandifolius
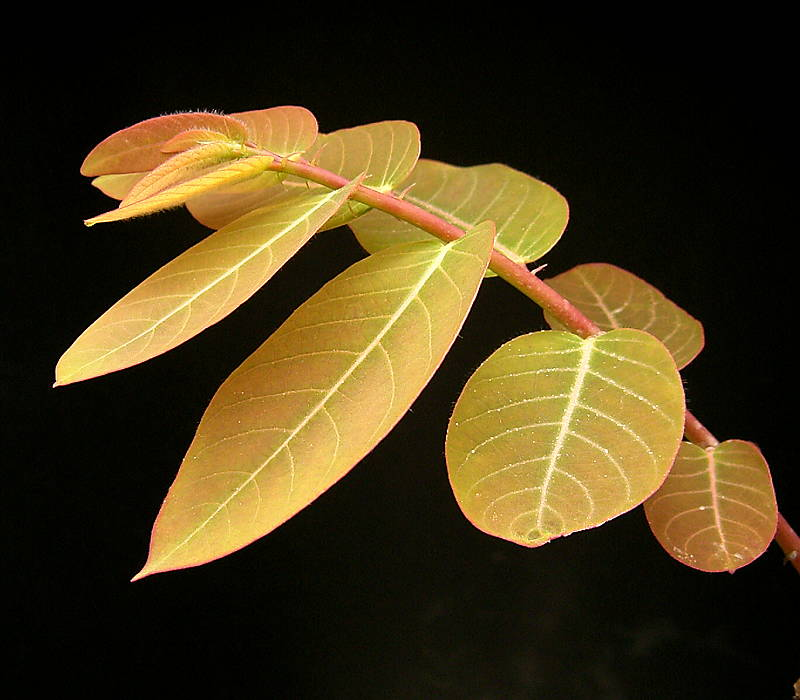
Lá Phyllanthus mirabilis
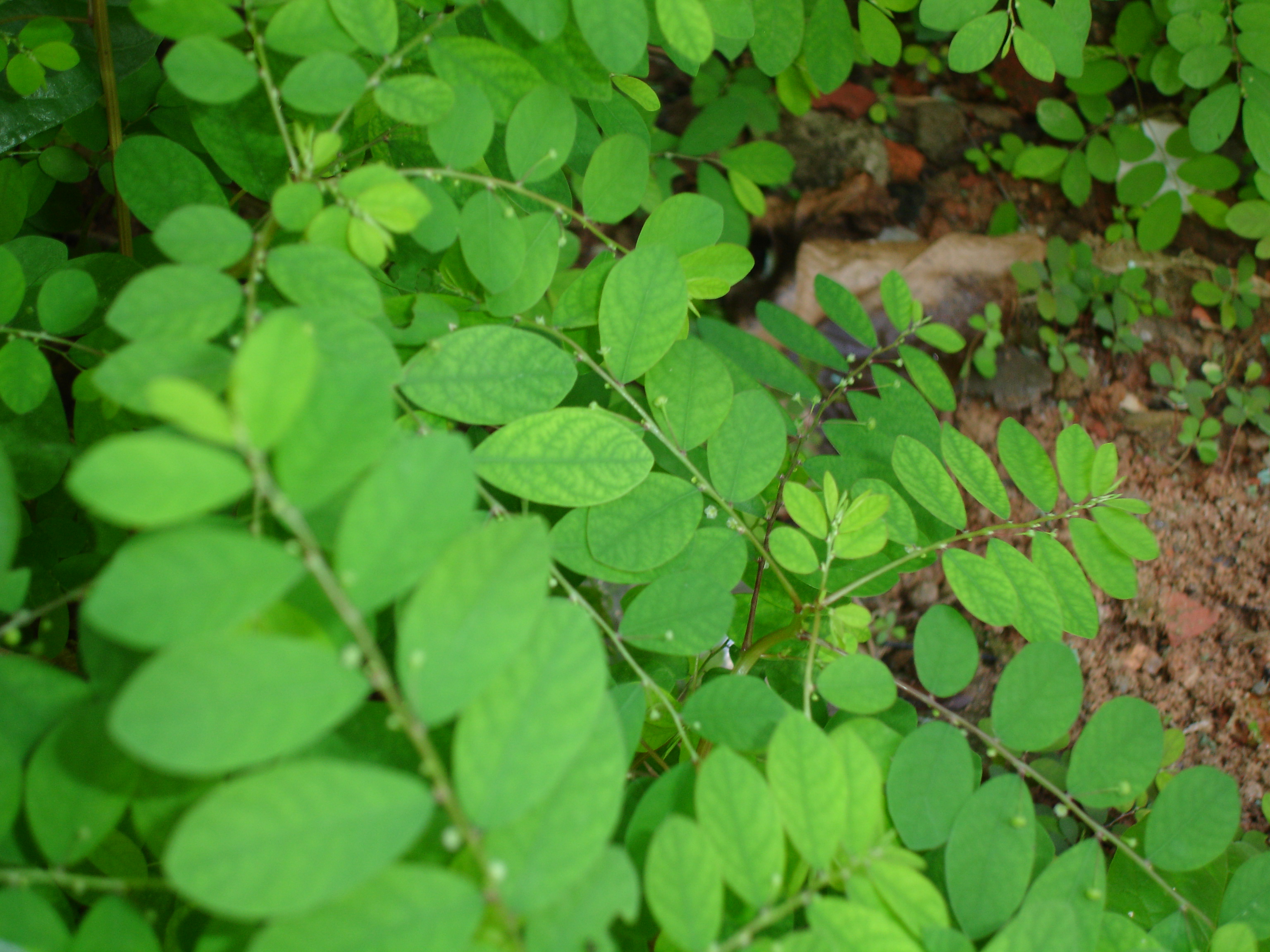
Lá Phyllanthus niruri